# Étang de Snell
L'étang de Snell (en estonien : Snelli tiik) ou étang de Patkul (en estonien : Patkuli tiik)  est un étang situé dans le quartier Kesklinn à Tallinn en Estonie.

## Description
L'étang de Snell est un plan d'eau artificiel (étang) formé à partir des douves du château de Toompea.
Il est situé dans le parc du dôme entre la colline Toompea, Falgi tee, Toompuiestee et Nunne tänav. 
Dans les années 1960 et 1970, il y avait une patinoire l'hiver sur l'étang Snell du côté de la rue Nunne tänav, et un bâtiment en bois au bout de l'étang servait de vestiaire.
La longueur de l'étang est d'environ 500 m, la largeur de 20 à 25 m, sa superficie de 1 hectare et sa circonférence est de 1 030 m.

## Histoire
L'étang a été formé à partir des douves qui entouraient le château de Toompea, conçu au XIXe siècle après que la forteresse de Tallinn ait perdu son importance militaire.
L'étang a été creusé dans les années 1760. La terre retirée du fossé a servi à construire un remblai au bord du fossé vers Toompea.
L'étang porte le nom de Johan Schnell qui possédait, au XIXe siècle, une maison entre l'actuelle Toompuiestee et l'étang au nord-ouest de ce dernier. 
Il s'appelait à l'origine le fossé de Patkul parce que la redoute de Patkul était située sur ses rives. La redoute doit son nom à Dietrich Patkull (et), le dernier vice-gouverneur de Suède, mais lorsque Schnell y acheta un terrain en 1868 et y construisit sa maison et son jardin, le fossé de Patkul fut appelé l'étang de Schnell. Johann Schnell dirigea une entreprise de jardinage sur le boulevard Vaksal jusqu'à sa mort le 4 juin 1890. Le terrain appartenait aux Schnell jusqu'en 1904.
En 1939, le conseil municipal de Tallinn a renommé l'étang Schnell en étang Toom.

## Galerie

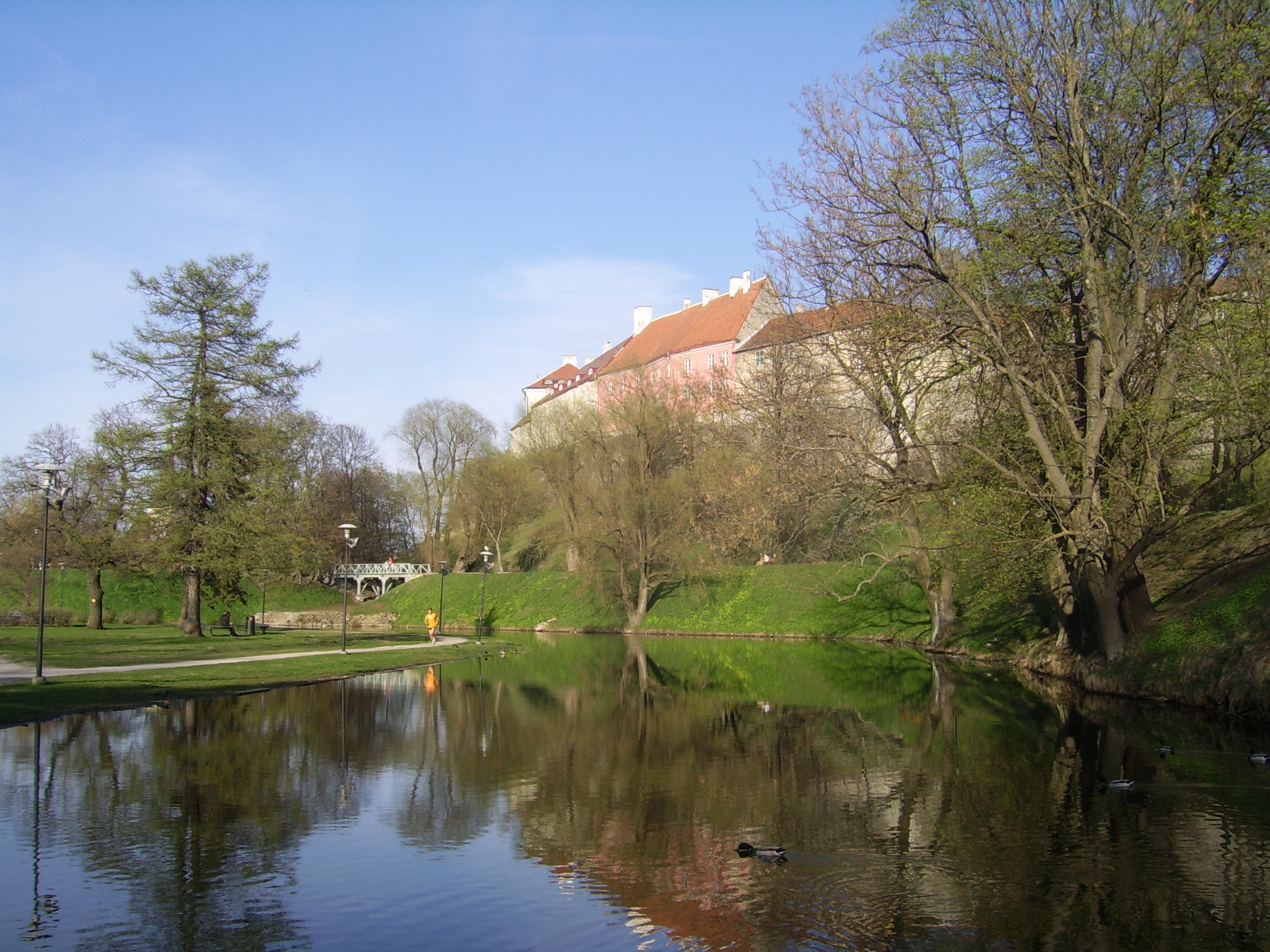
L’étang en 2011.
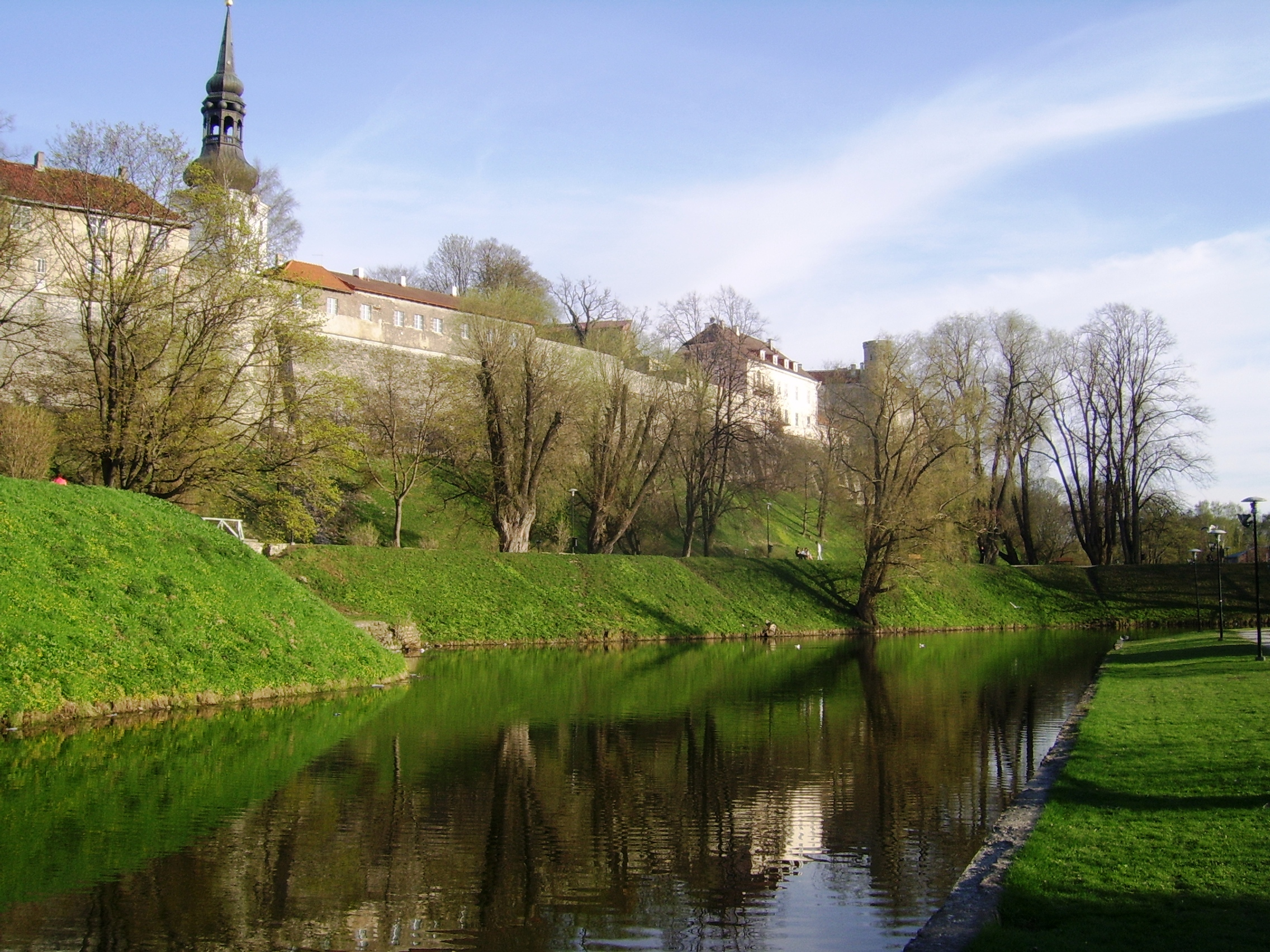
Étang en 2011, à gauche la Cathédrale Sainte-Marie, à droite la tour Pikk Hermann.
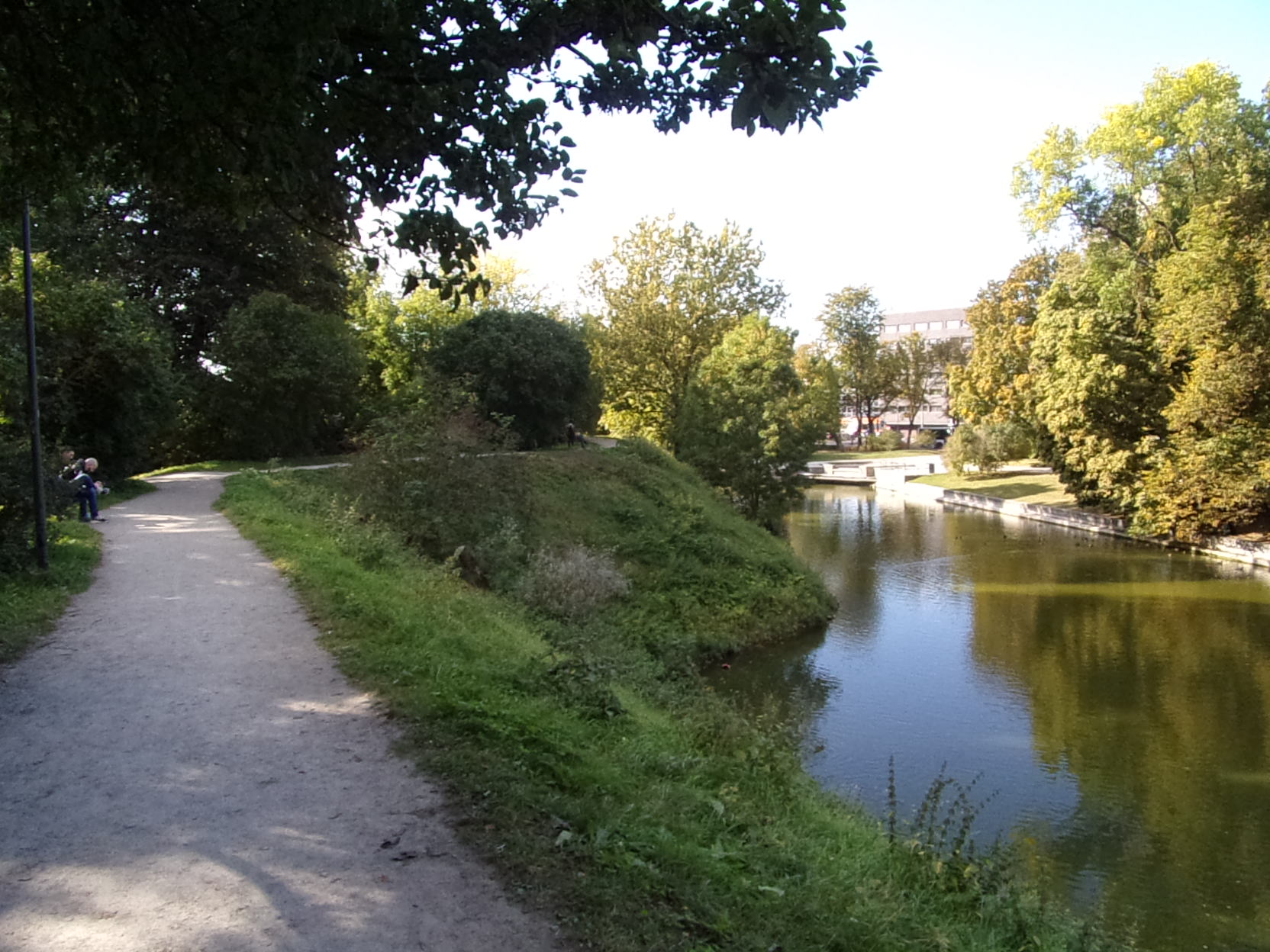
La redoute de Patkul.
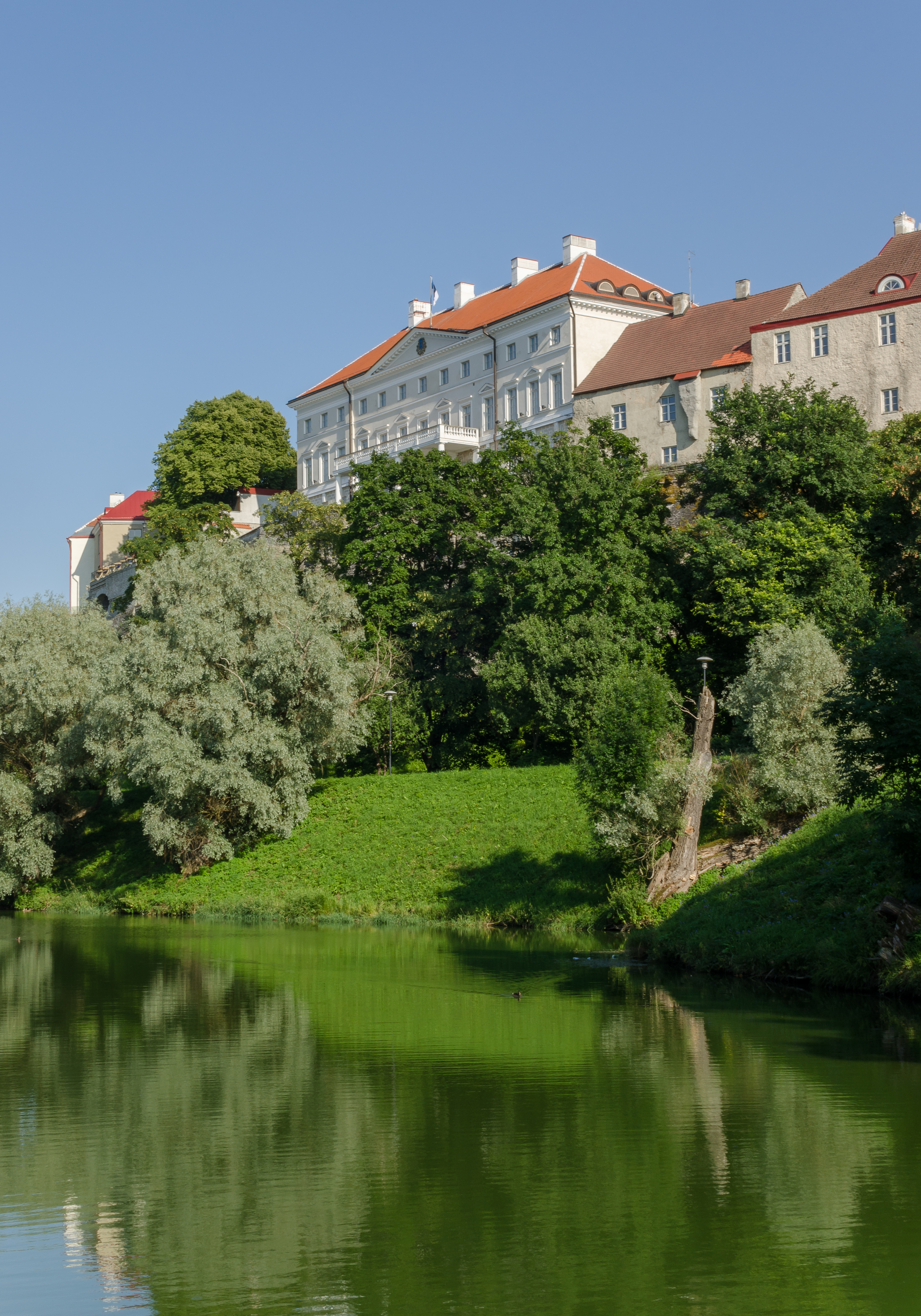
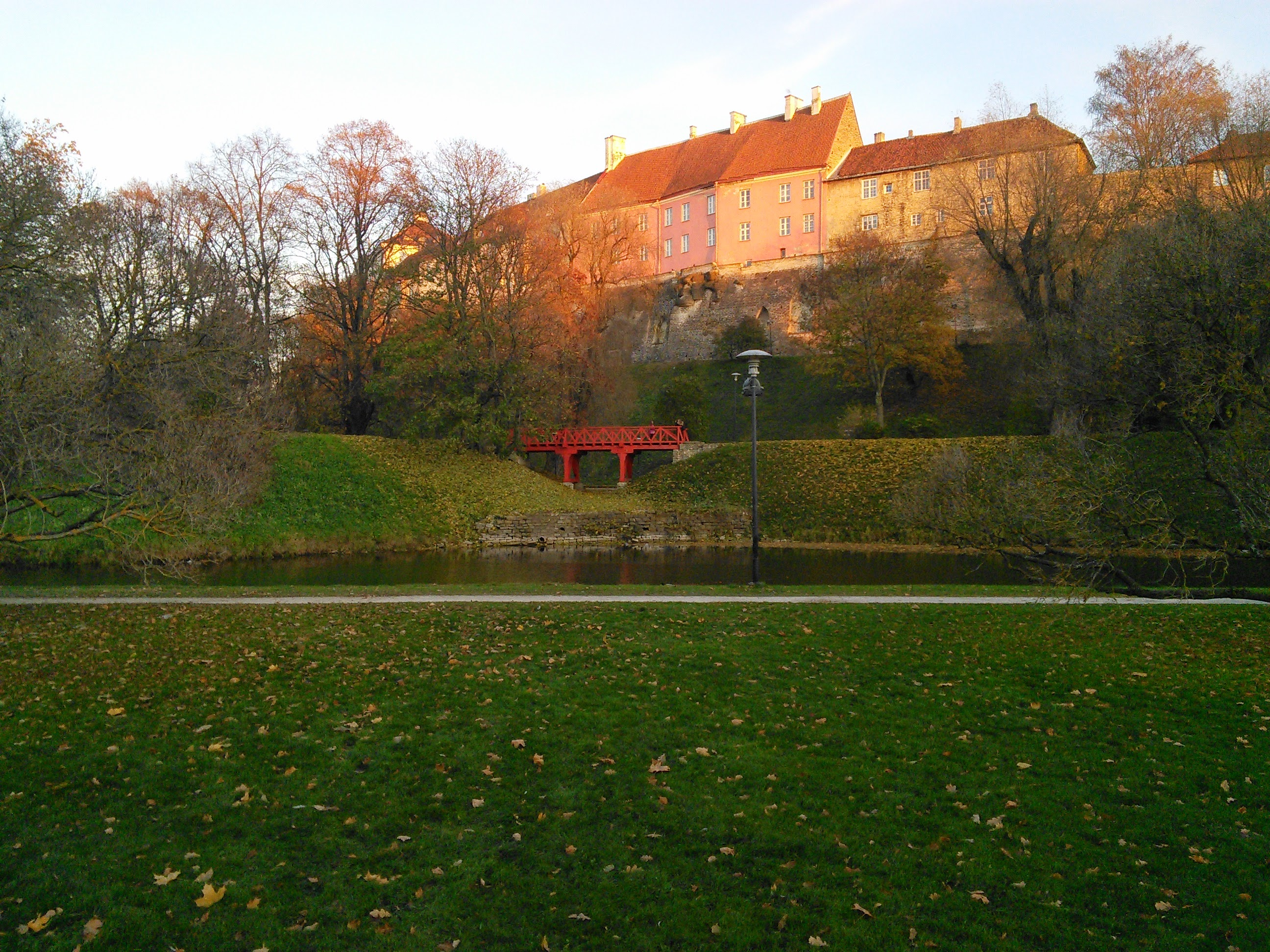